# Phạm Như Phương
Phạm Như Phương (sinh ngày 25 tháng 11 năm 2003), hay còn được biết đến với tên gọi Louis Phạm, là một cựu vận động viên thể dục dụng cụ người Việt Nam. Cô đại diện cho Việt Nam tại Thế vận hội Trẻ Mùa hè 2018 và là thành viên của đội giành huy chương vàng nội dung đồng đội hỗn hợp đa môn.

## Đầu đời
Như Phương sinh ở Hà Nội vào ngày 25 tháng 11 năm 2003.

## Sự nghiệp thể dục dụng cụ

### 2017–18
Phạm Như Phương thi đấu tại Olympic Hopes Cup 2017 và đứng thứ 34 nội dung toàn năng.
Tại Giải vô địch trẻ châu Á, Phương đứng thứ 9 ở nội dung toàn năng. Cô được chọn để đại diện Việt Nam tại Thế vận hội Trẻ Mùa hè 2018. Cô là thành viên đội hỗn hợp đa môn có tên vận động viên thể dục dụng cụ người Mỹ Simone Biles; đội đó đã giành huy chương vàng.

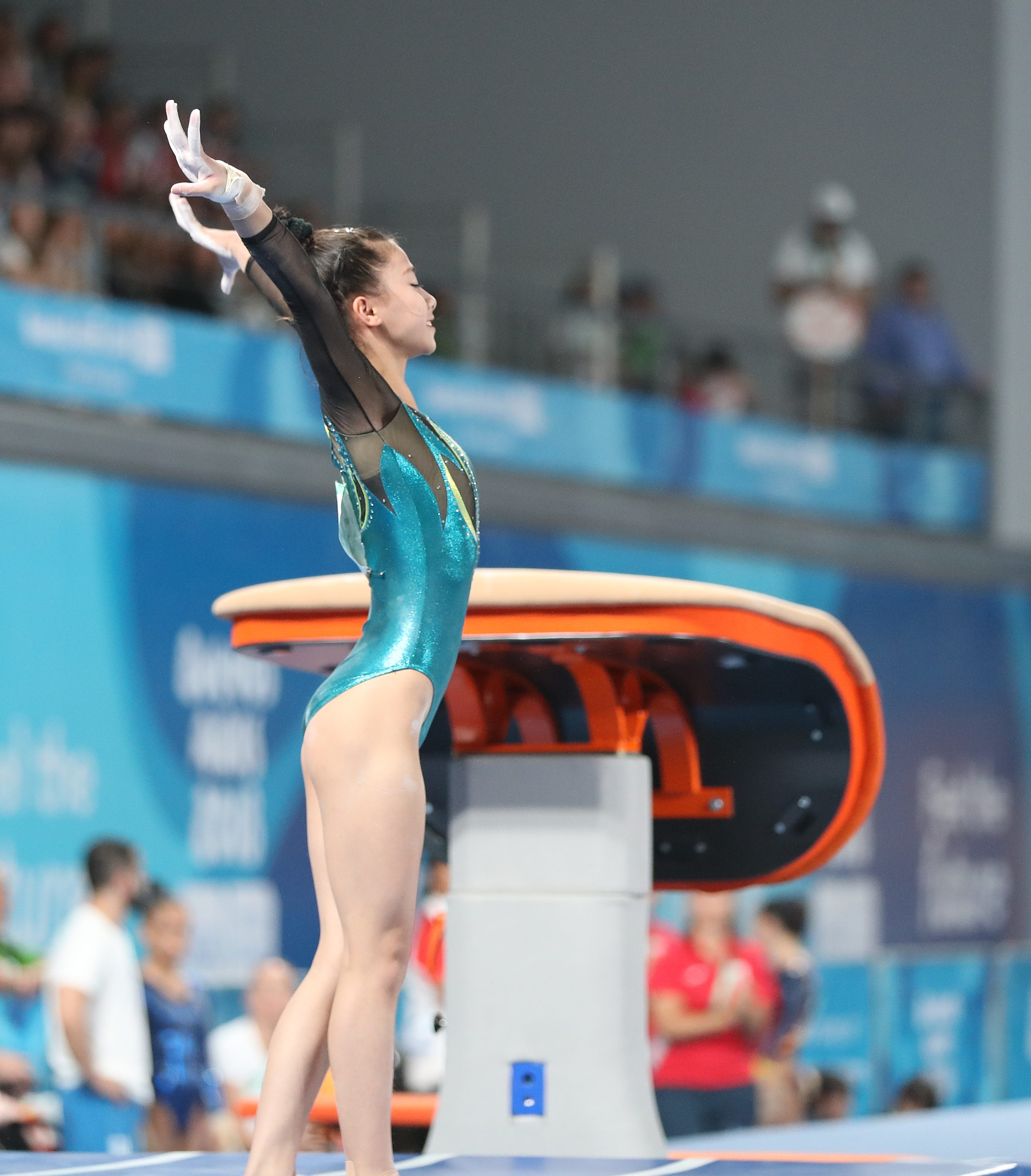
Như Phương dự nội dung nhảy chống ở Thế vận hội Trẻ Mùa hè 2018

### 2022
Phạm Như Phương tham dự Đại hội Thể thao Đông Nam Á lần thứ 31. Cô đã cùng đội Việt Nam giành vị trí thứ hai nội dung đồng đội, ngoài ra cô giành huy chương bạc nội dung xà lệch và hai huy chương đồng ở nội dung cầu thăng bằng và thể dục tự do.

## Đời tư

### Giải nghệ
Tháng 1 năm 2024, Phạm Như Phương chia sẻ với báo Dân Trí về việc giải nghệ. Theo Như Phương, trước khi đi Mỹ hồi tháng 12 năm 2023 cô đã gửi đơn đến huấn luyện viên Nguyễn Hà Thanh và xin phép huấn luyện viên Nguyễn Thuỳ Dương, là hai huấn luyện viên trực tiếp quản lý của cô. Cả hai đã đồng ý. Tuy nhiên khi về Việt Nam, Phạm Như Phương mới biết mình đã bị loại khỏi danh sách tập huấn đội tuyển thể dục dụng cụ quốc gia năm 2024 vì đi nước ngoài không xin phép. Ngoài ra cô cũng cho rằng mình phải nộp lại tiền cho huấn luyện viên 10% tiền thưởng huy chương, 30–50% tiền thưởng nóng và khoản "quỹ lạ" 300.000 đồng mỗi tháng.
Ngày 15 tháng 1, Cục Thể dục thể thao cho biết đã nắm được và đang phối hợp với Liên đoàn Thể dục Việt Nam và Trung tâm huấn luyện thể thao quốc gia Hà Nội (nơi Như Phương từng tập luyện) để rà soát, xem xét, xử lý theo quy định, nếu có vi phạm. Trong khi đó, ông Bùi Trung Thiện – trưởng bộ môn thể dục Cục Thể dục thể thao – trả lời trên báo Tuổi Trẻ về lý do Phạm Như Phương bị loại trong danh sách tập huấn: "Tháng 12, Như Phương xin nghỉ nhưng chưa có sự đồng ý từ ban huấn luyện lẫn bên trung tâm. [...] Về phía đội tuyển quốc gia, đầu năm 2024 bắt đầu tuyển chọn vận động viên lên tập trung nhưng bạn ấy chưa từ nước ngoài về. Vận động viên không lên tập luyện thì không thể nào cho lên tập trung đội tuyển quốc gia được" và khẳng định vấn đề ăn chặn tiền thưởng "[...] của riêng địa phương. Ở đội tuyển quốc gia bao nhiêu năm qua không có việc này".
Trong khi đó, nhiều cựu vận động viên khác của đội tuyển thể dục dụng cụ quốc gia cũng đã tố cáo về việc phải nộp lại tiền thưởng huy chương, tiền thưởng nóng và đóng quỹ cho huấn luyện viên. Đến tháng 3 năm 2024, 4 huấn luyện viên bị cho thôi việc do vụ việc này. Gia đình Phạm Như Phương đã nhận lại phần tiền thưởng nóng, nhưng không nhận khoản tiền thưởng huy chương vì cảm thấy thiếu minh bạch. Ở đội tuyển quốc gia, phía Như Phương đã trả lại số tiền chấm công sai quy định.

### Bê bối
Sau giải nghệ, Phương trở thành TikToker với cái tên Louis Phạm. Trong thời gian Như Phương sang Mỹ, cô đã tham gia một buổi triển lãm tranh cùng gia đình bạn trai. Tại đây, cô chụp lại loạt bức tranh đạt giải nhất được trưng bày trong triển lãm và gửi cho người hâm mộ xem, trong đó có hình ảnh được cho là thiếu tôn trọng với quốc kỳ Việt Nam. Sau đó phát ngôn của cô từ một buổi phát trực tiếp tiếp tục được lan truyền. Cô sau đó lên tiếng xin lỗi về việc chia sẻ hình ảnh phản cảm, ảnh hưởng đến hình ảnh Tổ quốc, khiến nhiều người phẫn nộ, chỉ trích, và khẳng định không phản bội Tổ quốc.
Vào tháng 9 năm 2024, khi các tỉnh thành miền Bắc đang khắc phục hậu quả từ cơn bão Yagi, Phương được cho là đóng góp 500.000 đồng nhưng lại đăng tải ảnh chụp biên lai chuyển khoản có 8 chữ số. Cụ thể, theo thông tin được chính chủ đăng trước đó, cô chuyển khoản tiền đến số tài khoản của Uỷ ban Mặt trận Tổ quốc với số tiền đã được che đi. Ở thời điểm đó, mọi người đồn đoán số tiền vài trăm triệu bởi cô dùng 8 icon chiếc lá che các số 0, lấp ló con số giống số 5 ở đầu dãy. Nhiều người cho rằng cô quyên góp khoảng 500 triệu đồng. Sau khi Uỷ ban Mặt trận Tổ quốc công bố sao kê, cư dân mạng lại soi ra một biên lai chuyển tiền trùng khớp với nội dung và thời gian chuyển khoản mà Louis Phạm đã đăng trước đó với số tiền 500.000 đồng. Ngay lập tức cô nhận về phản ứng trái chiều từ cư dân mạng, cho rằng cô nàng "phông bạt" số tiền ủng hộ. Và cũng rất nhanh sau đó, cô đã lên tiếng. Cô khẳng định đó không phải là mình, chỉ có thể là giống tên. Về việc công khai số tiền từ thiện, cô cho biết lúc trước "không công khai số tiền, nên giờ cũng sẽ không công khai". Tuy nhiên, ở lần sao kê thứ 2, cộng đồng mạng phát hiện số tiền mà cô chuyển chỉ là 10.000 đồng. Sau đó, cô chính thức lên tiếng xin lỗi, thừa nhận đã có những hành động sai trái, không đúng với chuẩn mực đạo đức mà bản thân gây ra trong thời gian vừa qua. Phương thừa nhận đã "phông bạt" khi có hành động cố tình che số tiền quyên góp và điều hướng dư luận, sống ảo trên mạng xã hội. Cô nói đây là hành vi rất đáng hổ thẹn và xấu hổ.

## Lịch sử thi đấu
| Năm                 | Sự kiện                     | Đồng đội | Toàn năng | Nhảy chống | Xà lệch  | Cầu thăng bằng | Thể dục tự do |
| Giải trẻ            | Giải trẻ                    | Giải trẻ | Giải trẻ  | Giải trẻ   | Giải trẻ | Giải trẻ       | Giải trẻ      |
| ------------------- | --------------------------- | -------- | --------- | ---------- | -------- | -------------- | ------------- |
| 2017                | Olympic Hopes Cup           |          | 34        |            |          |                |               |
| 2018                |                             |          |           |            |          |                |               |
| Giải vô địch châu Á |                             | 9        |           |            |          |                |               |
| Thế vận hội Trẻ     | [ a ]                       | R4       |           |            |          |                |               |
| Giải chuyên nghiệp  |                             |          |           |            |          |                |               |
| 2019                | Korea Cup                   |          |           |            |          | 7              | 9             |
| 2022                | Đại hội Thể thao Đông Nam Á |          | 5         |            |          |                |               |
| 2023                |                             |          |           |            |          |                |               |
| Giải vô địch châu Á | 7                           | 19       |           |            |          |                |               |

1. ↑  Các đội được phân chia ngẫu nhiên với các vận động viên thể dục dụng cụ từ các quốc gia và bộ môn khác nhau